# 綠葉人面雕飾

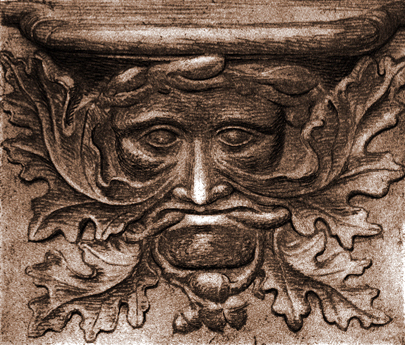
旺多姆的綠面雕

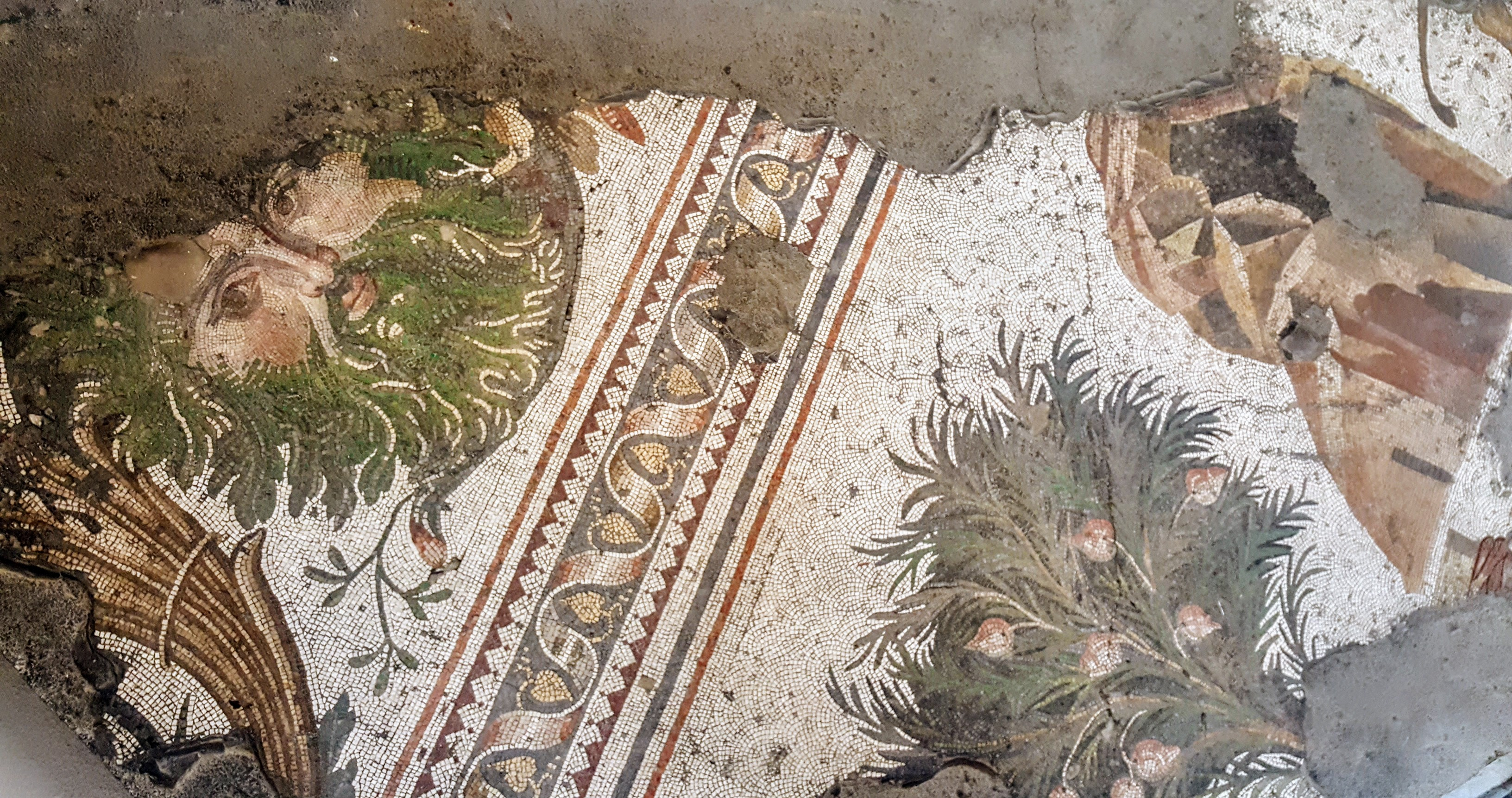
伊斯坦堡的綠葉人馬賽克

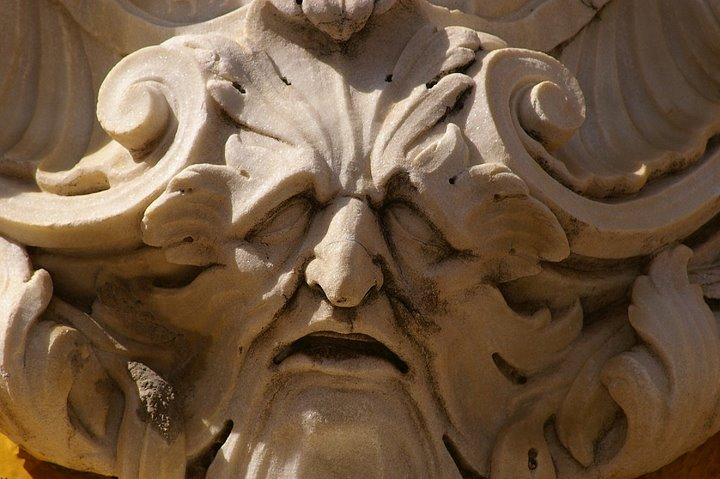
桑卢卡尔-德巴拉梅达的綠面雕

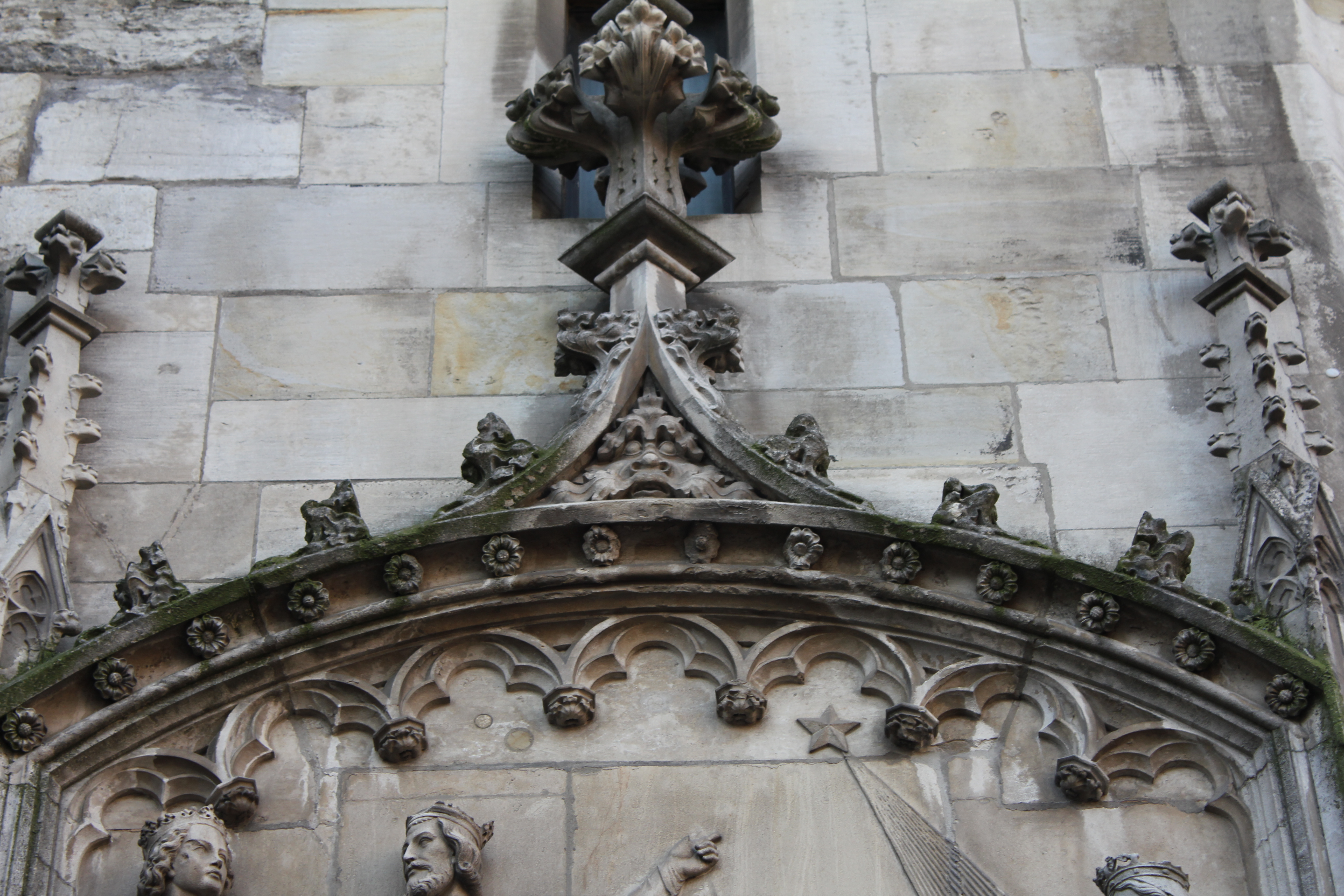
阿亨的綠面雕

綠葉人面雕飾或綠面首（英語：Green Man）一詞來自拉格蘭女勳爵（英語：Lady Raglan）刊在民俗期刊的文章〈教堂建築中的綠面首〉（英語：« The Green Man in Church Architecture »），是用樹葉、樹枝、嫩芽或其他植物圖案裝飾的人臉雕刻，是古老的象徵雕飾圖案，在婆羅洲、尼泊爾、印度、黎巴嫩、以色列和伊拉克都有歷史悠久的雕刻作品。許多文化中都有其相關神話傳說，即使這些文化之間綠面首的來源沒有關聯，綠面首也可能具春天的意象。
綠葉人面出現在羅馬式建築的柱子和牆壁上的雕刻圖案，如中世紀教堂和哥特式建築。他們的臉上和身上不僅長滿樹葉，而且他們的嘴里還可長出常春藤。羅馬式的綠面首表情比較僵硬，圖案樣式有限，而哥特式的綠面首則更加生動逼真。綠面雕常出現在教堂大門、天花板基石、柱頭、墀头和唱詩班座位。
學者對綠葉人的圖像意義有多種解釋，但尚未得出統一的結論。

## 主要類別
- 多葉貌，葉子蓋滿全臉。
- 張嘴嘔吐貌，葉子從嘴裡出來。
- 七孔粲花貌，其葉子從面部的所有孔竅（鼻子、耳朵、嘴巴、淚管等）中長出。